# 1979年世界乒乓球锦标赛
1979年世界乒乓球锦标赛是第三十五届世界乒乓球锦标赛，于1979年4月25日至5月6日在朝鲜平壤举行。这是朝鲜首次主办世界乒乓球锦标赛。

## 赛果

### 团体
| 项目                | 金牌                                                                                         | 银牌                                            | 铜牌                                                        |
| 男子团体 斯韦思林杯 | 匈牙利 · 盖尔盖伊·加博尔 · 约尼尔·伊什特万 · 克兰帕尔·蒂博尔 · 克赖斯·蒂博尔 · 陶卡奇·亚诺什 | 中國 · 郭跃华 · 黄亮 · 李振恃 · 梁戈亮 · 卢启伟 | 日本 · 阿部博幸 · 五藤秀男 · 前原正浩 · 小野诚治 · 高島規郎 |
| 女子团体 考比伦杯   | 中國 · 曹燕华 · 葛新爱 · 张德英 · 张立                                                       | · 洪吉善 · 李松淑 · 朴英玉 · 朴英顺             | 日本 · 川東加代子 · 嶋内美子 · 菅谷佳代 · 高桥省子          |

### 单项
| 项目     | 金牌                              | 银牌                            | 铜牌                                 |
| 男子单打 | 小野诚治                          | 郭跃华                          | 梁戈亮                               |
| 男子单打 | 小野诚治                          | 郭跃华                          | 李振恃                               |
| 女子单打 | 葛新爱                            | 李松淑                          | 童玲                                 |
| 女子单打 | 葛新爱                            | 李松淑                          | 张德英                               |
| 男子双打 | 安通·斯蒂潘契奇 德拉古廷·舒尔贝克 | 约尼尔·伊什特万 克兰帕尔·蒂博尔 | 李振恃 王会元                        |
| 男子双打 | 安通·斯蒂潘契奇 德拉古廷·舒尔贝克 | 约尼尔·伊什特万 克兰帕尔·蒂博尔 | 郭跃华 梁戈亮                        |
| 女子双打 | 张德英 张立                       | 葛新爱 阎桂丽                   | 李松淑 Ro Jong-suk                   |
| 女子双打 | 张德英 张立                       | 葛新爱 阎桂丽                   | Erzsebet Palatinus 戈尔达娜·佩尔库钦 |
| 混合双打 | 梁戈亮 葛新爱                     | 李振恃 阎桂丽                   | 王会元 张德英                        |
| 混合双打 | 梁戈亮 葛新爱                     | 李振恃 阎桂丽                   | 雅克·塞克雷坦 Claude Bergeret        |